# Maltepe
Maltepe là một huyện thuộc tỉnh İstanbul, Thổ Nhĩ Kỳ. Huyện có diện tích 123 km² và dân số thời điểm năm 2007 là 415117 người, mật độ 3375 người/km².